# Tunnel van Trooz
De tunnel van Trooz is een spoortunnel in de gemeente Trooz. De tunnel heeft een lengte van 120 meter. De dubbelsporige spoorlijn 37 gaat door deze tunnel. De tunnel ligt net voorbij het station Trooz.
Omdat de Vesder bij Trooz in een bocht om de heuvel heenloopt, passeert de spoorlijn eerst een brug over deze rivier, gaat dan de tunnel in en passeert bij het verlaten van de tunnel voor de tweede maal een brug over de Vesder.